# Adamswiller
Adamswiller là một xã thuộc tỉnh Bas-Rhin trong vùng Grand Est đông bắc Pháp. Xã này nằm ở khu vực có độ cao trung bình 234 mét trên mực nước biển.